# Brendan Fletcher
Brendan Fletcher (Isola di Vancouver, 15 dicembre 1981) è un attore canadese.

## Filmografia

### Cinema
- Air Bud - Campione a quattro zampe (Air Bud), regia di Charles Martin Smith (1997)
- I cinque sensi (The Five Senses), regia di Jeremy Podeswa (1999)
- Jimmy Zip, regia di Robert McGinley (1999)
- My Father's Angel, regia di Davor Marjanovic (1999)
- Rollercoaster, regia di Scott Smith (1999)
- Summer's End, regia di Helen Shaver (1999)
- Trixie, regia di Alan Rudolph (2000)
- The Law of Enclosures, regia di John Greyson (2000)
- The Unsaid - Sotto silenzio (The Unsaid), regia di Tom McLoughlin (2001)
- De grot, regia di Martin Koolhoven (2001)
- Turning Paige, regia di Robert Cuffley (2001)
- Heart of America, regia di Uwe Boll (2002)
- Freddy vs. Jason, regia di Ronny Yu (2003)
- Licantropia Apocalypse (Ginger Snaps 2: Unleashed), regia di Brett Sullivan (2004)
- The Final Cut, regia di Omar Naim (2004)
- Licantropia (Ginger Snaps Back: The Beginning), regia di Grant Harvey (2004)
- Lucky Stars, regia di Jason Margolis (2004)
- Everyone, regia di Bill Marchant (2004)
- Mojave, regia di David Kebo e Rudi Liden (2004)
- Alone in the Dark, regia di Uwe Boll (2005)
- Paper Moon Affair, regia di David Tamagi (2005)
- Tideland - Il mondo capovolto (Tideland), regia di Terry Gilliam (2005)
- Eighteen, regia di Richard Bell (2005)
- Vita da camper (RV), regia di Barry Sonnenfeld (2006)
- Black Eyed Dog, regia di Pierre Gang (2006)
- 88 minuti (88 Minutes), regia di Jon Avnet (2007)
- The Green Chain, regia di Mark Leiren-Young (2007)
- News Movie, regia di Tom Kuntz e Mike Maguire (2008)
- Rampage, regia di Uwe Boll (2009)
- American Animal, regia di Matt D'Elia (2011)
- BloodRayne: The Third Reich, regia di Uwe Boll (2011)
- Blubberella, regia di Uwe Boll (2011)
- Edwin Boyd (Edwin Boyd: Citizen Gangster), regia di Nathan Morlando (2011)
- 13 Eerie, regia di Lowell Dean (2013)
- Suddenly, regia di Uwe Boll (2013)
- The Grim Sleeper, regia di Stanley M. Brooks (2014)
- Leprechaun: Origins, regia di Zach Lipovsky (2014)
- Rampage - Giustizia capitale (Rampage: Capital Punishment), regia di Uwe Boll (2014)
- Revenant - Redivivo (The Revenant), regia di Alejandro González Iñárritu (2015)
- Rampage: Attacco al Presidente (Rampage: President Down), regia di Uwe Boll (2016)
- Braven - Il coraggioso, regia di Lin Oeding (2018)
- Distorted, regia di Rob W. King (2018)
- Night Hunter, regia di David Raymond (2018)
- Brotherhood, regia di Richard Bell (2019)
- Pericoloso (Dangerous), regia di David Hackl (2021)
- Attack of the Killer Chickens: The Movie, regia di Genoveva Rossi (2022)
- Una notte violenta e silenziosa (Violent Night), regia di Tommy Wirkola (2022)

### Televisione
- Marshal (The Marshal) – serie TV, episodio 2x04 (1995)
- Piccoli brividi (Goosebumps)  – serie TV, episodi 1x18-1x19 (1996)
- Le avventure di Shirley Holmes (The Adventures of Shirley Holmes) – serie TV, 14 episodi (1996-2000)
- Una scommessa troppo alta (High Stakes), regia di Donald Wrye – film TV (1997)
- Trucks - Trasporto infernale (Trucks), regia di Chris Thomson – film TV (1997)
- Millennium – serie TV, episodio 2x19 (1998)
- Il corvo (The Crow: Stairway to Heaven) – serie TV, episodio 1x05 (1998)
- Ricominciare ad amare (Family Blessings), regia di Nina Foch e Deborah Raffin – film TV (1998)
- Da Vinci's Inquest – serie TV, episodi 1x08-4x09 (1998-2001)
- Avventure ad High River (Caitlin's Way) – serie TV, 21 episodi (2000-2001)
- Cold Squad - Squadra casi archiviati (Cold Squad) – serie TV, episodio 4x10 (2001)
- Night Visions – serie TV, episodi 1x15-1x16 (2001)
- 100 giorni nella giungla (100 Days in the Jungle), regia di Sturla Gunnarsson – film TV (2002)
- Jake 2.0 – serie TV, episodio 1x05 (2003)
- Tru Calling – serie TV, episodio 1x06 (2003)
- The Collector – serie TV, episodio 1x04 (2004)
- Supernatural – serie TV, episodio 1x14 (2006)
- Masters of Horror – serie TV, episodio 2x01 (2006)
- Saved – serie TV, episodio 1x11 (2006)
- CSI - Scena del crimine (CSI: Crime Scene Investigation) – serie TV, episodio 7x16 (2007)
- Ogre, regia di Steven R. Monroe – film TV (2008)
- The Listener – serie TV, episodio 1x03 (2009)
- Smallville – serie TV, episodio 8x21 (2009)
- Defying Gravity - Le galassie del cuore (Defying Gravity) – serie TV, episodio 1x06 (2009)
- Flashpoint – serie TV, episodio 2x16 (2009)
- Heartland – serie TV, episodi 3x07-5x09 (2009-2011)
- The Pacific – miniserie TV, 4 episodi (2010)
- Shattered – serie TV, episodio 1x07 (2010)
- Endgame – serie TV, episodio 1x01 (2011)
- Alcatraz – serie TV, episodi 1x12-1x13 (2012)
- The Killing – serie TV, episodi 3x02-3x03-3x04 (2013)
- King & Maxwell – serie TV, episodio 1x08 (2013)
- Bates Motel – serie TV, episodio 2x02 (2014)
- Rogue – serie TV, 10 episodi (2014)
- Hell on Wheels – serie TV, episodi 4x01-4x02-4x04 (2014)
- Gracepoint – serie TV, 5 episodi (2014)
- Cardinal – serie TV, 6 episodi (2017)
- iZombie – serie TV, episodi 3x09-3x10-3x11 (2017)
- Arrow – serie TV, 7 episodi (2018-2019)
- Siren – serie TV, 13 episodi (2019-2020)
- Project Blue Book – serie TV, episodio 2x03 (2020)
- Superman & Lois – serie TV, episodio 1x04 (2021)
- The Last of Us – serie TV, episodio 1x01 (2023)
- Fargo – serie TV, episodio 5x03 (2023)

## Doppiatori italiani
Nelle versioni in italiano delle opere in cui ha recitato, Brendan Fletcher è stato doppiato da:
- Stefano Crescentini in The Final Cut, The Last of Us
- Emiliano Coltorti in Flashpoint, The Killing
- Federico Di Pofi in Rampage, Rampage - Giustizia capitale
- Andrea Mete in The Unsaid - Sotto silenzio
- Tony Sansone in Freddy vs Jason
- Simone D'Andrea in Tideland - Il mondo capovolto
- Davide Lepore in CSI - Scena del crimine (ep. 7x16)
- Fabrizio Vidale in CSI - Scena del crimine (ep. 7x20)
- Marco Baroni in Smallville
- David Chevalier in The Pacific
- Luigi Ferraro in Revenant - Redivivo
- Marco Vivio in Rampage - Attacco al presidente
- Maurizio Merluzzo in Cardinal
- Alberto Bognanni in Pericoloso
- Gianluca Machelli in Reacher